# Emily Shard
Lady Emily Tsering Shard (nacida Lascelles, 23 de noviembre de 1975) es la hija mayor del VIII conde de Harewood. Emily y su hermano, Benjamin, nacieron fuera del matrimonio así que no optan a los títulos de Harewood, y tampoco ocupan puestos en la línea de sucesión al trono británico. Sus dos hermanos menores son legítimos.
Como su padre, Emily es productora de películas, y ha trabajado como coordinadora y asistente de producción en películas notables como Syriana, Alexander, Cold Mountain, Harry Potter y la cámara secreta, Quills, y en la trilogía de El Señor de los Anillos. También ha trabajado como coordinadora de Man vs. Wild.
El 12 de febrero de 2008,su tía abuela segunda la Reina expresó el consentimiento requerido para que Emily Lascelles y Matthew Shard (nacido 1975 en Stockport) se casaran. La pareja se casó ese mismo año y tuvieron gemelos, un niño y una niña, Isaac e Ida al siguiente año. En 2011, tuvieron otro hijo, Otis.

## Filmografía
| Año       | Título                                             | Papel                                       |
| --------- | -------------------------------------------------- | ------------------------------------------- |
| 1998      | The Wisdom of Crocodiles                           | Ayudante de producción                      |
| 1999      | "Entrapment"                                       | Ayudante de producción                      |
| 1999      | "Anna and the King"                                | Asistente de producción                     |
| 2000      | "Quills"                                           | Asistente de producción y coordinadora      |
| 2001      | "El Señor de los Anillos: la Comunidad del Anillo" | Asistente de producción y coordinadora      |
| 2002      | "Harry Potter y la cámara secreta"                 | Asistente                                   |
| 2002      | "El Señor de los Anillos: las dos torres"          | Asistente de producción y coordinadora      |
| 2003      | "El Señor de los Anillos: el retorno del Rey"      | Asistente de producción y coordinadora      |
| 2003      | "Cold Mountain"                                    | Asistente de producción y coordinadora      |
| 2004      | "Alexander"                                        | Coordinadora de producción en Tailandia     |
| 2005      | "Mr. Ripley el regreso"                            | Coordinadora de producción                  |
| 2005      | "Syriana"                                          | Coordinadora de producción: Marruecos/Dubái |
| 2006-2007 | "Man vs. Wild"                                     | Coordinadora de producción (14 Episodios)   |
| 2014      | "Osos"                                             | Coordinadora de producción                  |
| 2014      | Deadly Islands (serie de televisión)               | Coordinadora de producción                  |